# Eleição municipal de Bauru em 2020
A eleição municipal de Bauru em 2020 ocorreu nos dias 15 de novembro (primeiro turno) e 29 de novembro (segundo turno). Esta cidade paulista possuía 379.297 habitantes dentre os quais 270.749 são eleitores que neste dia votaram para definir o seu prefeito e os seus 17 vereadores. O prefeito titular é Clodoaldo Gazzetta, do Partido da Social Democracia Brasileira (PSDB), que concorre à reeleição.

## Antecedentes
Na eleição de 2016, Clodoaldo Gazzetta, candidato pelo PSD, derrotado em 4 oportunidades que disputou o executivo (1992, 2004, 2008 e 2012), venceu a disputa em segundo turno com 59,96% dos votos válidos, o correspondente a 105.791 votos contra o candidato de seu antigo partido, Raul Gonçalves, do PV, que obteve 40,04% dos votos válidos, o correspondente a 70.617 votos.

## Candidatos[2]
| Nº | Candidato          | Partido       | Vice                             | Coligação                                            |
| -- | ------------------ | ------------- | -------------------------------- | ---------------------------------------------------- |
| 10 | Edu Avallone       | Republicanos  | Moisés Rossi (Republicanos)      | Sem coligação                                        |
| 12 | Gerson             | PDT           | André Neves (PDT)                | Sem coligação                                        |
| 13 | Jorge Moura        | PT            | Maria Flor (REDE)                | "Bauru do Povo" - PT - REDE                          |
| 19 | Valle              | PODE          | Gi Magrini (PSC)                 | "Compromisso com a Verdade" - PODE - PSC             |
| 25 | Dr. Raul           | DEM           | Fábio Manfrinato (PP)            | "Mudança com Verdade" - DEM - PP - PSL - MDB         |
| 29 | Vagner Crusco      | PCO           | Francisco de Paula Mariano (PCO) | Sem coligação                                        |
| 36 | Nelson Fio         | PTC           | Joel (PTC)                       | Sem coligação                                        |
| 40 | Rosana Polatto     | PSB           | Carlinhos Cantelli (PV)          | "Bauru de Volta" - PSB - PV                          |
| 45 | Clodoaldo Gazzetta | PSDB          | Toninho Gimenez (PTB)            | "Bauru Pronta pra Avançar" - PSDB - PTB - PCdoB - PL |
| 50 | Renata Ribeiro     | PSOL          | Pedro Romualdo (PSOL)            | Sem coligação                                        |
| 51 | Suéllen Rosim      | Patriota      | Dr. Orlando Dias (Patriota)      | Sem coligação                                        |
| 55 | Sandro Bussola     | PSD           | Thyago Cezar (PSD)               | Sem coligação                                        |
| 77 | Sérgio Alba        | Solidariedade | Arthur Correa (Solidariedade)    | Sem coligação                                        |
| 90 | Kim                | PROS          | Robertão (PROS)                  | Sem coligação                                        |

## Debates
| Data   | Organizador              | Gazzetta (PSDB) | Dr Raul (DEM) | Edu Avallone (Republicanos) | Valle (Podemos) | Suéllen Rosim (Patriota) | Jorge Moura (PT) | Rosana Polatto (PSB) | Sandro Bussola (PSD) | Gerson Pinheiro (PDT) | Renata Ribeiro (PSOL) | Sérgio Alba (Solidariedade) | Kim (PROS) | Nelson Fio (PTC) | Vagner Crusco (PCO) |
| ------ | ------------------------ | --------------- | ------------- | --------------------------- | --------------- | ------------------------ | ---------------- | -------------------- | -------------------- | --------------------- | --------------------- | --------------------------- | ---------- | ---------------- | ------------------- |
| 28/Out | TV Bandeirantes Paulista | Presente        | Presente      | Ausente                     | Presente        | Presente                 | Presente         | Presente             | Presente             | Presente              | Presente              | Presente                    | Ausente    | Não Convidado    | Não Convidado       |

### Segundo Turno
| Organizador                                          | Data   | Suéllem Rosim (Patriota) | Dr Raul (DEM) |
| ---------------------------------------------------- | ------ | ------------------------ | ------------- |
| Tv Bandeirantes Paulista                             | 19/Nov | Presente                 | Presente      |
| 94 FM Bauru                                          | 24/Nov | Presente                 | Presente      |
| TV Preve                                             | 24/Nov | Presente                 | Presente      |
| 96 FM Bauru/Jornal Da Cidade/ OAB                    | 25/Nov | Presente                 | Presente      |
| Jornal Da Cidade/TV e Rádio Câmara/ TV e Rádio Unesp | 26/Nov | Presente                 | Presente      |
| TV TEM Bauru                                         | 27/Nov | Presente                 | Presente      |

### Pesquisas Eleitoras[3][4]
| Fonte              | Data(S) Conduzidas | Amostragem | Dr Raul (DEM) | Gazzetta (PSDB) | Edu Avallone (Republicanos) | Valle (Podemos) | Suéllen Rosim (Patriota) | Jorge Moura (PT) | Rosana Polatto (PSB) | Gerson Pinheiro (PDT) | Renata Ribeiro (PSOL) | Sérgio Alba (Solidariedade) | Sandro Bussola (PSD) | Kim (PROS) | Nelson Fio (PTC) | Vagner Crusco (PCO) | Branco nulo | Não Sabe |
| ------------------ | ------------------ | ---------- | ------------- | --------------- | --------------------------- | --------------- | ------------------------ | ---------------- | -------------------- | --------------------- | --------------------- | --------------------------- | -------------------- | ---------- | ---------------- | ------------------- | ----------- | -------- |
| Record TV Paulista | 30 Set/02 Out      | 650        | 28%           | 8%              | 5%                          | 5%              | 4%                       | 2%               | 2%                   | 1%                    | 1%                    | 1%                          | 0%                   | 0%         | 0%               | 0%                  | 26%         | 17%      |
| 94 FM Bauru        | 04/08 Nov          | 504        | 35,9%         | 7,1%            | 3,4%                        | 3%              | 14,1%                    | 7,1%             | 4%                   | 0,4%                  | 1,6%                  | 0,2%                        | 2,2%                 | 1%         | 0%               | 0%                  | 7,5%        | 12,5%    |